# Santiago del Estero (prowincja)
Santiago del Estero – argentyńska prowincja położona w północnej części kraju. 
Zajmuje obszar 136 tys. km², liczba mieszkańców w 2001 roku wynosiła 804 tys. Stolicą prowincji jest miasto Santiago del Estero.
1 stycznia 2011 doszło w prowincji do silnego trzęsienia ziemi. Wstrząsy miały siłę 6,9 stopnia w skali Richtera.
Ludność prowincji zajmuje się uprawą bawełny i zbóż oraz hodowlą bydła i owiec. Ponadto dobrze rozwinięty przemysł drzewny.